# Гусев, Александр Витальевич
Александр Гусев (20 марта 1966, Оренбург, Россия) — российский композитор, звукорежиссёр, музыкальный руководитель Студии SounDrama, музыкант (скрипка, фортепиано), актёр.

## Биография
Родился 20 марта 1966 года в городе Оренбург. Родители Александра Гусева — музыканты, мать — Гусева Наталья Павловна — концертмейстер Харьковское музыкальное училище им. Б. Н. Лятошинского, отчим — Куценко Виталий Данилович — главный дирижёр Харьковского академического театра оперы и балета. Окончил среднюю специальную музыкальную школу при Казанской Государственной Консерватории (класс скрипки).

В 1985 году поступил в Новосибирскую Государственную Консерваторию им. М. И. Глинки (класс профессора З. Н. Брона, скрипка). По окончании консерватории работал в компьютерной лаборатории Новосибирской Консерватории, а также в оркестре Новосибирского оперного театра и Камерного оркестра под управлением М. Турича (скрипка).

С 1993 года сочиняет музыку, делает аранжировки, работает в качестве звукового оформителя роликов и саундтреков, а также  звукорежиссёром в области рекламы. Сотрудничал с группой “AT-home”. Параллельно участвовал в разработке и создании программы А. Устинова “Style Enhancer Micro”.  В 1994-95 гг. вместе с Антоном Меньшиковым создаёт свой первый альбом “Wild Culture”. После переезда в Москву в 1999 году, начинает сотрудничать с главными анимационными студиями (Студия Пилот, Школа_студия «Шар», Мастер-фильм, студия Анимос).

В 2003 году присоединяется к группе «Пан-квартет», с которой создавал музыку к спектаклям и кинофильмам. С 2003 по 2015 годы являлся музыкальным руководителем театральных и кино - проектов  студии SounDrama,  являясь автором музыки к спектаклям и кинофильмам, звукорежиссёром, исполнителем, актёром и музыкальным руководителем.
С 2015 года выполняет музыкальные части различных проектов самостоятельно.
Лауреат множества анимационных премий и фестивалей, лауреат премии «Музыкальное сердце театра», дважды лауреат театральной премии «Чайка» в номинации «Мелодии и ритмы».
Лауреат Премии  "Palm Beach International Music Awards 2021"  в номинации "Best Classical Music Interpretation" .

## Творчество

### Авторская музыка, аранжировка и звукорежиссура мюзиклов
- «Про лысую принцессу»  , 2005 г., Киновидеостудия "Анимос", Реж. Софья Кравцова
- Музыкальный руководитель и композитор «Три Ивана» ,2017 г. ,Театр им. А.С. Пушкина, Реж. Игорь Теплов

### Авторская музыка и аранжировка для Театральных постановок
Музыка  к спектаклям
- «Двенадцатая ночь», МКТС, 2003 г. реж. Деклан Доннеллан
- «Мата Хари», Театр Апарте, 2004 г. реж. Г. Стрелков
- «Мещане», МХТ им. А. Чехова, 2004 г. реж. Кирилл Серебренников
- «Гроза», Театр Современник, 2004 г. реж. Нина Чусова
- «Маскарад», Театр Сатирикон, 2004 г. реж. Владимир Агеев
- «Скользящая Люче», ЦДиР, 2004 г. реж. Владимир Скворцов
- «Сон в шалую ночь», Театр им. А. Пушкина, 2004 г. реж. Нина Чусова
- «Переход»,ЦДиР совместно со студией SounDrama, 2006 г. реж. Владимир Панков
- «Морфий», Театр Et Cetera, 2006 г. реж. Владимир Панков
- «Пожары», Театр Et Cetera, 2007 г. реж. Важди Муавад
- «Гоголь. Вечера Часть I», студии SounDrama, Центр им Вс. Мейерхольда, компания «Театральные решения», 2007 г. реж. Владимир Панков
- «Молодец/Le Gars», студии SounDrama, Театр Наций, 2007 г.
- «Гоголь. Вечера. Часть II», студии SounDrama, Центр им Вс. Мейерхольда, компания «Театральные решения», 2008 г. реж. Владимир Панков
- «Свадьба», Чеховский фестиваль (недоступная ссылка) совместно с Национальным Белорусским театром им. Я. Купалы, 2009 г. реж. Владимир Панков
- «Территория любви», Арт-Партнер XXI, 2009 реж. Владимир Панков
- «Гоголь. Вечера. Часть III», студии SounDrama, Центр им Вс. Мейерхольда, компания «Театральные решения», 2009 г. реж. Владимир Панков
- «Ромео и Джульетта», Театр Наций, 2009 г. реж. Владимир Панков
- «Васса Железнова», МХТ им. А. Чехова, 2010 г. реж. Лев Эренбург
- «Любовь. Письма», Театр им. Пушкина, 2011 г. реж. Юлия Меньшова
- «Синдром Орфея», Театр Види-Лозанн (Лозанна, Швейцария), 2012 г. реж. Владимир Панков
- «Двор», Гоголь-Центр, 2014 г. реж. Владимир Панков
- Спектакль-посвящение (режиссёру - Александру Таирову) театра им. А.С.  Пушкина, 2015, Реж. Евгений Писарев, Сценарий Елена Гремина
- «Утиная охота» , 2015 г., театр «EtCettera», реж. В. Панков
- «Сердце матери»- Композитор и музыкальный руководитель проекта , 2020 г. , Московский Губернский театр, реж. Анна Горушкина. .

### Авторская музыка и аранжировка в Кинематографии

#### Документальные фильмы
·       «Busy inside».Россия-США, Реж. Ольга Львов. 2019 г. 
·       «The long breakup». Украина-Россия, продюсер Катя Содак, Реж. Ольга Львов. 2019г. 
·       «Youth TV Bridge» Россия-США, Реж. Ольга Львов

#### Музыка в игровом кино
- «Лесная царевна» реж. Александр Басов, Теймураз Эсадзе 2004 г.[3]
- «На море!» реж. Я. Чеважевский. 2008 г.
- «Доктор» реж. Владимир Панков, 2012 г.

#### Мультипликационные фильмы
- «Про девочку, которая нашла своего мишку» 2002 г. реж. Елена Чернова
- «Из жизни разбойников» 2002 г. реж.Софья Кравцова
- «Опасная прогулка» 2002 г. реж. Алена Оятьева
- «Круговорот» 2002 г. реж. Роберт Лабидас
- «2+1=…» 2003 г. реж. Елена Чернова
- «Музыкальный магазинчик» 2003 г. реж.Софья Кравцова
- «К югу от севера» 2003 г. реж. Андрей Соколов
- «Иван-Хуан» 2003 г. реж. Константин Арефьев, Степан Бирюков
- «Как обманули змея» 2004 г. реж Андрей Кузнецов
- «Умная дочка» 2004 г. реж. Елена Чернова
- «Заставки к анимационному проекту „Гора самоцветов“» 2004 г.[4]
- «Из жизни разбойников-II» 2004 г. реж.Софья Кравцова
- «Про лысую принцессу» 2005 г. реж.Софья Кравцова
- «Королевство кошек» 2007 г. реж. М. Кузнецова
- «Оборотень из старого храма» 2007 г. реж. Алим Велитов
- «Дворник на Луне» 2007 г. реж. Константин Голубков
- «Жила-была муха»2008 г. реж. Алена Оятьева
- «Про зверей и людей» 2008 г. реж. Алексей Зайцев
- «Пудя» 2008 г. реж.Софья Кравцова
- «Ягодный пирог» 2011 г. реж. Елена Чернова
- «Бессмертный» 2012 г. реж. Михаил Алдашин
- «Лекарство для синички» 2013 г. реж. Анастасия Журавлева (в производстве)
- «Зелёная стрела» 2013 г. реж. Алексей Алексеев (в производстве)
- «Чебурашка» 2013 г. реж. Макото Накамура
- «Ушла в Париж» 2014 г. реж. Алексей Миронов и Юлия Матросова

### Звукорежиссура и аудиоинжениринг

#### Постановка и сопровождение аудиосредств в театральных и анимационных фильмах
- «Из жизни разбойников» 2002 г. реж.Софья Кравцова
- «Круговорот» 2002 г. реж. Роберт Лабидас
- «Свято („Праздник“)» 2002 г. реж. Мария Степанова
- «Иван-Хуан» 2003 г. реж. Константин Арефьев, Степан Бирюков
- «Заставки к анимационному проекту „Гора самоцветов“» 2004 г.[5]
- «Из жизни разбойников-II» 2004 г. реж.Софья Кравцова
- «Умная дочка» 2004 г. реж. Елена Чернова
- «Королевство кошек» 2007 г. реж. М. Кузнецова
- «Каша для самоеда» 2007 г. реж. Ольга Титова
- «Дворник на луне» 2007 г. реж. Константин Голубков
- «Жила-была муха» 2008 г. реж. Алена Оятьева
- «Про зверей и людей» 2008 г. реж. Алексей Зайцев
- «Ягодный пирог» 2011 г. реж. Елена Чернова
- «Лекарство для синички» 2013 г. реж. Анастасия Журавлева (в производстве)
- «Чебурашка» 2013 г. реж. Макото Накамура

### Реклама и телевидение

#### Музыкальное оформление рекламных роликов
Как композитор и звукорежиссёр создал музыкальное оформление более чем к 100 рекламным роликам и телевизионным заставкам. В том числе музыка к циклу роликов пива «ПИТ» «про Ивана Таранова»,

#### Музыкальные заставки к ТВ шоу и передачам
Музыкальное оформление телевизионных заставок к передачам телекомпаний «Класс!», «Лестница», «Пока все дома»

### Актерские работы

#### Театр
- «Переход», ЦДиР совместно со студией SounDrama, 2006 г. реж. Владимир Панков
- «Морфий», Театр Et Cetera, режиссёр В. Панков, Москва, 2006 г.
- «Гоголь. Вечера Часть I», Студия SounDrama совместно с Центром им Вс. Мейерхольда и компанией «Театральные решения», режиссёр В. Панков, г. Москва, 2007 г.
- «Молодец», Театр Наций совместно с Студией SounDrama, режиссёр В. Панков, г. Москва, 2007 г.
- «Гоголь. Вечера Часть II», Студией SounDrama совместно с Центром им Вс. Мейерхольда и компанией «Театральные решения», режиссёр В. Панков, г. Москва, 2008 г.
- «Свадьба», Чеховский фестиваль (недоступная ссылка) совместно с Национальным Белорусским театром им. Я. Купалы, 2009 г. реж. Владимир Панков
- «Гоголь. Вечера» Часть III. 2009 г. Центр им Вс. Мейерхольда, Студия SounDrama, «Театральные Решения», Режиссёр В. Панков, г. Москва.
- «Ромео и Джульетта», Театр Наций, 2009 г.реж. Владимир Панков
- «Синдром Орфея», Театр Види-Лозанн (Лозанна, Швейцария), 2012 г. реж. Владимир Панков
- «Двор», Гоголь-Центр, 2014 г. реж. Владимир Панков

#### Участие в кинофильмах
Один из главных героев документального фильма «Фабрика чудес» (серия «Композитор») реж. Алексей Вахрушев. 2008 г.

## Музыкальные фрагменты творчества

### Аранжировки
Музыкальные фрагменты аранжировок 

### Музыка для театральных постановок
Музыкальные фрагменты   из спектакля «Любовь. Письма», Театр им. Пушкина, 2011 г. реж. Юлия Меньшова

### Музыка для мюзиклов
Музыкальные фрагменты  мюзикла «Три Ивана» ,2017 г. ,Театр им. А.С. Пушкина, Реж. Игорь Теплов

### Музыка для документальных фильмов
Музыкальные фрагменты фильма «Busy inside».Россия-США, реж. Ольга Львов.  2019 г.
Музыкальные фрагменты  «The long breakup». Украина-Россия, продюсер Катя Содак, реж. Ольга Львов.  2019г.   
Музыкальные фрагменты  фильма  «Youth TV Bridge» Россия-США, Реж. Ольга Львов